# Otomops papuensis
Otomops papuensis är en fladdermusart som beskrevs av Lawrence 1948. Otomops papuensis ingår i släktet Otomops och familjen veckläppade fladdermöss. IUCN kategoriserar arten globalt som otillräckligt studerad. Inga underarter finns listade i Catalogue of Life.
Arten är känd från två mindre regioner på östra Nya Guinea. Den lever i låglandet och i kulliga områden upp till 300 meter över havet. Otomops papuensis vistas i regnskogar och vilar troligen i trädens håligheter.